# (14094) Garneau
(14094) Garneau (1997 OJ1) – planetoida z pasa głównego asteroid okrążająca Słońce w ciągu 4,98 lat w średniej odległości 2,91 j.a. Odkryta 28 lipca 1997 roku.